# Ludwik Gintel
Ludwik Gintel (* 26. September 1899 in Krakau, Österreich-Ungarn; † 11. Juli 1973 in Tel Aviv) war ein polnischer Fußballspieler in den Diensten von Cracovia.

## Leben und Karriere
Ludwik Gintel wurde 1899 in eine jüdische Familie in Krakau geboren, das damals noch zum Kaiserreich Österreich-Ungarn gehörte. Das Fußballspielen begann er 1911 bei Jutrzenka Kraków. 1916 wechselte er mit 17 Jahren schließlich zu Cracovia. Gintel blieb seinem neuen Verein bis zu seinem Karriereende treu. Dort erarbeitete sich Gintel, der überwiegend als Stürmer eingesetzt wurde, schnell einen Stammplatz. Ab 1921 wurde er in der Nationalmannschaft des nun unabhängigen Polen eingesetzt und stand im ersten Spiel der Nationalmannschaft überhaupt auf dem Platz. Das Spiel ging 1:0 gegen Ungarn verloren. Mit Cracovia gewann er 1921 zudem die Meisterschaft.
1924 war er mit der Nationalmannschaft auch bei den Olympischen Sommerspielen in Paris. Das polnische Fußballaufgebot bestand damals mehrheitlich aus Spielern der Krakauer Vereine, neben Gintel unter anderem Henryk Reyman, Leon Sperling, Józef Kałuża oder Józef Adamek. In der Saison 1928 war er Torschützenkönig (28 Tore) der polnischen Fußballliga. Gegen Ende seiner Karriere wurde Gintel schließlich auch als Abwehrspieler aufgestellt. 1930 beendete er seine Karriere als aktiver Fußballspieler, nachdem er mit Cracovia ein zweites Mal die polnische Meisterschaft gewonnen hat. Er hatte bis dahin in über 320 Spielen für Cracovia auf dem Platz gestanden und 12 Spiele für die polnische Nationalmannschaft absolviert.
Nach seiner Fußballkarriere arbeitete er als Architekt. Er emigrierte schließlich nach Palästina und starb 1973 in Tel Aviv.